# Діньянді
Діньянді (ісл. Dynjandi) або Фьядльфосс — водоспад на річці Діньяндісау, найбільший водоспад в регіоні Вестфірдір на північному заході Ісландії.
У перекладі з ісландської назва водоспаду значить ревучий, скажений.
Складається із системи водоспадів загальною висотою близько 100 м. Ширина водоспаду досягає 30 м. Влітку витрата води складає від 2 до 8 м³/с.
Із 1981 року водоспад і його околиці є природоохоронною зоною.
Трохи нижче водоспаду Фьядльфосс знаходиться кілька менших водоспадів: Hundafoss, Göngufoss, Хауіфосс, Úðafoss, Bæjarfoss. Майже відразу після водоспадів річка Діньяндісау впадає в Боргаро-фіорд (рукав затоки Аднар-фіорд). Біля гирла річки розташоване місце для кемпінгу.
Породи під водоспадом складаються із лави і осадових шарів, що чергуються між собою. Найдавніші шари лави мають вік 13-14 млн років.
Водоспад знаходиться неподалік від Дороги 60 (Вестфьярдарвегюр) і за 73 км від міста Патрексфьордюр (ісл. Patreksfjörður). Туризм в даній місцевості тільки починає розвиватися.